# Roland de Galloway
Roland ou Lachlan de Galloway (mort le 19 décembre 1200 à Northampton), seigneur de Galloway, est un baron écossais qui règne de façon largement autonome sur son territoire de 1174/1176 à 1230, et est connétable héréditaire d'Écosse.

## Origine et famille
Roland ou Lachlan, seigneur de Galloway est le fils aîné d'Uhtred († 1174), seigneur de Galloway, et de son épouse, Gunnilda, fille de Waltheof d'Allerdale en Cumbria. Il a deux frères, le premier anonyme est tué lors d'une bataille en 1185, pendant que le second Fergus entre au service de son neveu Alan.

## Premières années
Connu dans sa jeunesse sous le nom gaélique de Lachlan, il préfère à l'âge adulte se faire nommer « Roland », l'équivalent Franco-Normand, symbole de la progression des influences étrangères dans Galloway depuis la fin du règne de son grand-père Fergus de Galloway en 1160. La conquête militaire effectuée par le jeune roi Malcolm IV d'Écosse a replacé la région sous la souveraineté écossaise et des officiers royaux sont désormais implantés dans les régions frontières du Galloway. Uchtred le père de Roland et son oncle Gillebrigte ou Gilbert ont de plus divisé leur domaine entre eux et encouragé l'installation de colons qui leur créer de nouvelles obligations envers la couronne d'Écosse.
En 1174 le roi Guillaume Ier d'Écosse est capturé en envahissant l'Angleterre alors qu'il soutenait le prince Henri le Jeune, fils aîné et héritier révolté, du roi Henri II d'Angleterre. Uhtred et Gilbert, qui servent dans l'armée de Guillaume Ier saisissent l'opportunité  de rejeter la suzeraineté écossaise et de retour dans le Galloway ils attaquent les officiers royaux de Guillaume Ier et font appel à leur parent Henri II d'Angleterre.
Leur révolte se transforme en guerre civile en août lorsque la rivalité des deux frères refait surface et en septembre 1174, Gilbert tue Uhtred. Bien qu'une ambassade anglaise négocie avec Gilbert et en dépit de l'offre importante de tribut qu'il fait au roi Henri II ce dernier refuse un accord avec le meurtrier de son cousin Uhtred et en 1175 le roi Guillaume Ier remis en liberté se charge de réduire le rebelle. Avec l'appui des soldats écossais et des partisans de son père, Roland prend le contrôle de l'est du Galloway, sans doute vers octobre 1176 quand son oncle doit se soumettre à Henry II. Malgré l'hostilité des écossais Gilbert réussit à se maintenir dans l'ouest de Galloway sous la protection des anglais.

## Seigneur de Galloway
Après 1174 Roland noue des liens étroits avec le royaume d'Écosse. Après la mort de son oncle Gilbert le 1er janvier 1185, avec les encouragements de Guillaume Ier il tente de s'emparer des domaines de Gilbert au détriment du fils et héritier de ce dernier, Duncan († 1250), contrairement à la volonté d'Henri II d'Angleterre qui en 1186 conduit une armée à Carlisle afin de soumettre Roland. Après négociations, Roland rend hommage et jure fidélité à Henri II, mais il reste un vassal de Guillaume Ier. Lorsque le roi d'Angleterre meurt en juillet 1189, le contentieux entre Roland et Duncan n'est pas réglé.
En 1187 Roland est actif au service du roi d'Écosse en conduisant l'armée qui défait le prétendant au trône d'Écosse Donald MacWilliam à « Mam Garvia », près d'Inverness dans le comté de Ross. Entre 1187 et 1190 il est nommé Justiciar de Galloway, peut-être afin de restaurer l'autorité royale dans le sud-ouest de l'Écosse. C'est à cette époque que le roi Guillaume Ier règle le différend entre Roland et Duncan. Ce dernier accepte la décision royale et se voit reconnaitre le Carrick, d'où comme allié de John de Courcy il intervient ensuite en Irlande.
Pendant l'administration de Roland les Anglo-Normands s'implantent dans le Galloway. Les quelques chartes qui demeurent le montre introduisant des membres de sa suite principalement de Cumbria, afin de l'assister à établir sa souveraineté sur ses domaines, l'église est également mise à contribution pour assurer sa position. Lorsqu'il établit vers 1193 pour les cisterciens l'abbaye de Glenluce dans le Wigtownshire, comme fille de l'abbaye de Dundrennan, il implante une communauté amie au cœur des anciens domaines de son oncle.
Les ambitions de Roland dépassent les confins du Galloway et tout en profitant de la relative indépendance de son patrimoine, il s'intègre dans les rangs de la noblesse écossaise. Son mariage avec Hélène de Morville facilite cette tendance. À la mort de son beau-frère William de Morville († 1196), les domaines des de Morville d'Écosse et d'Angleterre ainsi que la charge de « Connétable » reviennent à son épouse et à Roland. Il y a peu de témoignages qu'il ait effectivement exercé sa charge mais il est probable que sa présence à Lincoln en novembre 1200, lorsque le roi Guillaume le Lion prête serment à Jean sans Terre pour ses domaines anglais, soit liée à sa position de « Connétable et de Justiciar ». De Lincoln, Roland continue vers Northampton, où s'ouvre un procès concernant une partie de l'héritage de sa femme, mais, le 19 décembre, il meurt dans cette ville et y est inhumé dans l'abbaye Saint-André.

## Union et postérité
De son mariage avant 1185, avec Hélène de Morville († 1217), fille de Richard de Morville, seigneur de Lauderdale et Cunningham et Connétable héréditaire d'Écosse, Roland a cinq enfants, quatre d'entre eux atteignent l'âge adulte.  
- Alan de Galloway († 1234) le fils aîné lui succède.
- Thomas de Galloway († 1231) le cadet devient comte d'Atholl de jure uxoris.
- Ada épouse Walter Bisset d'Aboyne.
- Devorgilla épouse Nicholas Stuteville de Brincklow.